# Mitsubishi Gas Chemical Company
Mitsubishi Gas Chemical Company, Inc (三菱ガス化学, Mitsubishi Kagaku Gasu, MGC) (TSE : 4182) est une entreprise japonaise. Elle est l'une des compagnies cadres du groupe Mitsubishi.

## Historique
La société a été créée en 1918 et incorporée en 1951.

## Divisions
MGC exploite cinq secteurs d'activité, quatre produisant différents types de produits chimiques. Ces divisions sont liées au gaz naturel, aux produits chimiques aromatiques, aux produits chimiques de spécialité fonctionnels, aux matériaux fonctionnels et à une entreprise immobilière. Au 31 mars 2012, MCG comptait 91 filiales et 41 sociétés associées.
Une filiale européenne, Mitsubishi Gas Chemical Europe GmbH, vend les produits sur le continent européen.